# Фредериксборгский договор
Фредериксборгский договор — мирный договор, подписанный 3 (14) июля 1720 года во дворце Фредериксборг в Дании между Датско-норвежским королевством и Шведским королевством.

## Предыстория
В 1718 году шведский король Карл XII был убит во время осмотра осадных работ в районе Фредрикстена. Трон унаследовала его сестра Ульрика Элеонора, которая в делах безгранично доверяла мужу Фредрику Гессенскому, занимавшему должность главнокомандующего шведской армией (при Карле XII это было лишь формальной должностью, но после его смерти она неожиданно приобрела гигантское значение). Фредрик принял решение отказаться от части владений Швеции, чтобы привлечь те страны, которым они будут переданы, к совместной борьбе против России. В 1719—1720 годах были подписаны Стокгольмские договоры с Ганновером и Пруссией. К лету 1720 года завершились мирные переговоры с Датско-норвежским королевством.

## Условия договора
- Швеция уплачивала Дании 600 тысяч риксдалеров за причинённый ущерб
- Швеция разрывала союз с Шлезвиг-Гольштейном, Карл Фридрих Гольштейн-Готторпский отказывался от своих владений в Шлезвиге и замка Готторп в пользу датской короны
- Швеция отказывалась от права беспошлинного прохода шведских кораблей через пролив Эресунн
- Датские войска покидали Померанию, которая была возвращена Швеции.